# Zoya Voskresenskaya
 (avril 2025).
Zoya Ivanovna Voskresenskaya était une diplomate soviétique, agent secret du département des affaires étrangères du NKVD et, dans les années 1960 et 1970, une autrice populaire de livres pour enfants. Lauréate du Prix d'État de l'URSS (1968), Voskresenskaya était surtout connue pour ses romans Skvoz Ledyanuyu Mglu (À travers la brume glacée, 1962) et Serdtse Materi (Le cœur d'une mère, 1965). Entre 1962 et 1980, plus de 21 millions de ses livres ont été vendus en URSS.
À la fin des années 1980, alors que la Perestroïka provoquait une vague de déclassifications, l’histoire de Zoïa Voskresenskaya fut rendue publique. Il a été ainsi révélé qu'une écrivaine populaire pour enfants a été, pendant 25 ans, une figure de proue du département des affaires étrangères des services de renseignement soviétiques. Les mémoires de guerre de Voskresenskaya , Now I Can Tell the Truth, sont sortis en 1992, 11 mois après sa mort.

## Biographie
Zoya Voskresenskaya est née à Ouzlovaïa, dans le gouvernorat de Toula, dans la famille d'un adjoint au chef de gare, et a passé ses premières années à Aleksine. Son père est mort quand elle avait dix ans. Sa mère, avec ses trois enfants, ont ainsi déménagé à Smolensk. À 14 ans, Zoya a commencé à travailler comme bibliothécaire au 48e bataillon de la Tchéka du gouvernorat de Smolensk. Deux ans plus tard, en 1923, elle fut nommée tutrice et commissaire politique dans une colonie de travail correctionnelle locale pour jeunes délinquants, puis transférée dans un bureau régional du PC à Smolensk. En 1928, Voskresenskaya s'installe à Moscou et rejoint en août 1929 le ministère des Affaires étrangères de l'OGPU . Son premier poste, en 1930, fut à Harbin en Mandchourie ; après deux ans de travail de reconnaissance, elle fut déplacée à Riga, en Lettonie, puis en Allemagne et en Autriche.
En 1935, Voskresenskaya commença à travailler à Helsinki, sous le nom d'« Irina », une fonctionnaire d'Intourist, en tant qu'agent secret soviétique, en tandem avec un conseiller d'ambassade (et colonel du NKVD) Boris Rybkin, qu'elle a rapidement épousé. Alors que la guerre d'Hiver éclatait, Zoya Voskresenskaya retourna à Moscou où, au cours des années suivantes, elle devint l'une des principales analystes des services de renseignement soviétiques, coordonnant le travail de plusieurs groupes résidentiels, dont Rote Kapelle en Allemagne. En 1940, dans un rapport secret, elle informa Joseph Staline de l'invasion imminente de l'Allemagne nazie[réf. nécessaire].
Alors que la Grande Guerre patriotique éclate, Voskresenskaya rejoint le groupe dirigé par Pavel Soudoplatov qui prépare des saboteurs et des chefs de guerre partisans à envoyer dans les territoires occupés. La première unité de reconnaissance jamais lancée à la frontière occidentale de l'URSS fut formée par elle. Voskresenskaya se préparait à être envoyée dans les territoires occupés, sous le couvert d'un garde de gare, quand, fin 1941, elle et Rybkin furent envoyées en Suède où (sous le nom de « Madame Yartseva ») elle rejoignit l'ambassade soviétique en tant qu'attachée de presse d'Alexandra Kollontaï.
En tant qu'agent secret, elle a continué à coordonner divers groupes de reconnaissance et agents, collectant des données concernant les manœuvres de transport de l'Allemagne nazie à proximité de la frontière suédoise. Les deux femmes, travaillant en étroite collaboration, furent plus tard créditées du fait que la Suède resta neutre tout au long de la guerre tandis que la Finlande quitta la coalition et, en septembre 1944, signa un traité de paix avec l'URSS.
Après la guerre, Voskresenskaya continua à travailler à Moscou et devint à la fin des années 1940 la cheffe du département allemand des services de renseignement soviétiques. En 1947, son mari Boris Rybkin meurt, prétendument dans un accident de voiture près de Prague. Voskresenskaya refusa d'accepter la version officielle, mais échoua à obtenir la permission d'enquêter personnellement sur l'affaire.
Après la mort de Staline en 1953, des purges à grande échelle dans les rangs du NKVD furent entreprit. Outrée par l'arrestation de Pavel Soudoplatov, Voskresenskaya s'est exprimée ouvertement pour défendre son ancien patron. Elle reçut ainsi un ordre de mise à la retraite mais demanda le privilège spécial de rester officier du NKVD et fut ainsi envoyée dans un camp de travail de Vorkuta en tant que cheffe d'un département mineur, au grade de lieutenant.

### Carrière littéraire
En 1955, Voskresenskaya, avec le grade de colonel du ministère de l'Intérieur, prend sa retraite et se lance dans une carrière littéraire. Écrivant pour la jeunesse, elle s'est fait un nom dans les années 1960 avec les romans Skvoz Ledyanuyu Mgly (À travers la brume glacée, 1962), Vstretcha (La Rencontre, 1963), Serdtse Materi (Le cœur d'une mère, 1965, sur Maria Oulianova, qui a été adapté au grand écran en 1965), Devochka v Burnom More (La fille dans la mer agitée, 1969), Dorogoye Imya (Le nom cher, 1970). Avec 21,6 millions d'exemplaires de ses livres publiés entre 1962 et 1980, Zoïa Voskresenskaïa est devenue l'une des figures de proue de la littérature jeunesse soviétique, plusieurs de ses livres figurant sur les listes scolaires pour la lecture extrascolaire[réf. nécessaire].
À la fin des années 1980, la plupart des documents de renseignement de l'ère stalinienne ayant été déclassifiés, l'histoire de Voskresenskaya a été rendue publique. Déjà en phase terminale, elle commença à écrire ses mémoires. Teper Ya Mogu Skazat Pravdu (Maintenant je peux dire la vérité) est sorti en 1992, 11 mois après sa mort, le 8 janvier de la même année. Elle est enterrée au cimetière de Novodievitchi.

## Dans la culture populaire
- Le personnage de Rosa Klebb dans Bons baisers de Russie de Ian Fleming était en partie basé sur Voskresenskaya, dont il avait d'ailleurs écrit un article pour le Sunday Times[5],[6].